# Hydrellia chrysostoma
Hydrellia chrysostoma är en tvåvingeart som först beskrevs av Johann Wilhelm Meigen 1830.  Hydrellia chrysostoma ingår i släktet Hydrellia, och familjen vattenflugor. Arten har ej påträffats i Sverige.